# Tiếng Miyako
Tiếng Miyako (宮古口/ミャークフツ Myākufutsu/Myākufutsї [mjaːkufutss̩] or 島口/スマフツ Sumafutsu/Sїmafutsї) là một cụm phương ngữ nói ở quần đảo Miyako, nằm về phía tây nam đảo Okinawa. Dân số tổng cộng toàn quần đảo là 52.000 (tính đến 2011). Tiếng Miyako là một ngôn ngữ Lưu Cầu Nam, gần gũi nhất với tiếng Yaeyama. Không rõ số người nói thành thạo; do chính sách ngôn ngữ của Nhật Bản, ngôn ngữ này thường gọi là phương ngữ Miyako (宮古方言 (Cung Cổ phương ngôn) Miyako hōgen). Thế hệ trẻ chủ yếu dùng tiếng Nhật làm ngôn ngữ chính. Trong số các ngôn ngữ Nhật Bản, tiếng Miyako nổi bật ở chỗ nó cho phép sự hiện diện của phụ âm phi mũi ở cuối âm tiết.

## Sự đa dạng nội tại
Phương ngữ khác biệt nhất là ở đảo Tarama. Ngoài ra, còn có tiểu cụm phương ngữ Ikema–Irabu và Miyako trung tâm. Do mức độ thông hiểu lẫn nhau thấp, Tarama có thể được là một ngôn ngữ riêng biệt.
Một ví dụ minh hoạ cho sự đa dạng nội tại: tên gọi của cây ráy là /biʋkasːa/ trong tiếng Miyako trung tâm (Hirara, Ōgami), /bɯbɯːɡamː/ ở Ikema, /bɭ̆bɭːɡasː/ ở Irabu (Nagahama), /bivːuɭ̆ɡasːa/ ở Tarama (đây là một từ mượn từ ngôn ngữ Nam Đảo: /biːɡaʔ/ trong tiếng Tagalog).

## Âm vị học
Mô tả dưới đây chủ yếu dựa trên phương ngữ Ōgami, một dạng tiếng Miyako trung tâm, nói trên hòn đảo nhỏ nhất toàn quần đảo, lấy từ Pellard (2009). Ngoài ra, phương ngữ Irabu cũng được mô tả sơ lược.
Các phương ngữ Miyako trung tâm không có hệ thống trọng âm âm vực.

### Nguyên âm
Phương ngữ Ōgami có 5 nguyên âm.
| i~ɪ | ɨ~ɯ u~ʊ |
| ɛ   |         |
|     | ɑ       |

/ɯ/ hoàn toàn không làm tròn, khác với u tiếng Nhật và khi đứng sau /s/, nó được đẩy ra giữa. /u/ biến thiên với [ʊ]. /ɛ/ biến thiên từ [e] đến [æ].
Phương ngữ Ōgami cho phép sự hiện diện của nhiều chuỗi nguyên âm. Nguyên âm dài được xem là hai nguyên âm ngắn giống nhau ở kề nhau.
Hai âm vị *i và *u trong ngôn ngữ tiền thân được giữa hoá và hợp nhất thành /ɨ/, trong khi *e và *o được đẩy lên thành lần lượt /i/ và /u/. Mặt lưỡi khi phát âm /ɨ/ đặt ở gần rặng chân răng; đặc điểm này từng được mô tả là mang tính "đầu lưỡi", dù đúng ra phải là mặt lưỡi. /ɨ/ ở sau /p/ và /k/ được nâng vượt ra khu vực cấu nguyên âm, trở thành phụ âm âm tiết /s̩/, và ở các phương ngôn có phụ âm hữu thanh, thành /z̩/ khi đứng sau /b/ và /ɡ/:
*pito > pstu 'người', *kimo > ksmu 'gan', *tabi > tabz 'chuyến đi' ở Shimazato.
Trừ /ɨ/, nguyên âm cao ở phương ngữ Ōgami không trải qua sự vô thanh hoá khi ở cạnh phụ âm vô thanh như nguyên âm cao tiếng Nhật (ví dụ, trong tiếng Nhật, nguyên âm cao /u/ trong từ kuchi 'miệng' được vô thanh hoá).
Trong phương ngữ Irabu, có 5 nguyên âm chính cộng 2 nguyên âm vừa chỉ hiện diện trong một số tiểu từ và từ mượn.
| Trước |     | Giữa |     | Sau |
| ----- | --- | ---- | --- | --- |
| i     |     | ï    |     | u   |
|       | (e) |      | (o) |     |
|       |     | a    |     |     |

### Phụ âm
Phương ngữ Ōgami có chín phụ âm, không có sự phân biệt vô thanh-hữu thanh (đa số phương ngữ tiếng Miyako có sự phân biệt vô thanh-hữu thanh).
|          | Đôi môi | Âm môi-răng | Chân răng | Ngạc mềm |
| -------- | ------- | ----------- | --------- | -------- |
| Mũi      | m       |             | n         |          |
| Tắc      | p       |             | t         | k        |
| Vỗ       |         |             | ɾ         |          |
| Xát      |         | f           | s         |          |
| Tiếp cận |         | ʋ           |           |          |

Âm tắc có xu hướng hơi bật hơi ở đầu từ và hữu thanh hoá ở giữa từ. Có khoảng một tá từ cho phép người nói tuỳ ý phát âm phụ âm đầu thành âm hữu thanh, như babe ~ pape (tên một loài cá) hay gakspstu ~ kakspstu 'kẻ tham ăn'; Pellard đề xuất rằng hầu hết là từ mượn (babe mượn từ các dạng tiếng Miyako khác, gaks- là từ gốc Hán; chỉ một từ gama ~ kama 'hang' không rõ ràng là từ mượn).
/k/ có thể được xát hoá khi đứng trước /ɑ/: kaina 'cánh tay' [kɑinɑ ~ xɑinɑ], a꞊ka 'tôi (chủ cách)' [ɑkɑ ~ ɑxɑ ~ ɑɣɑ].
/n/ là [ŋ] ở cuối từ và đồng hoá thành ([m~n~ŋ]) tuỳ theo theo phụ âm kế tiếp. Khi [ŋ] cuối từ được gấp đôi, nó trở thành [nn]; chẳng hạn tin [tiŋ] 'bạc (kim loại, chủ cách)' trở thành tinnu [tinnu] 'bạc (đối cách)'. /n/ có xu hướng vô thanh hoá sau /s/ và /f/. Ngược lại, /m/ không bị đồng hoá và luôn giữ nguyên giá trị, như ở mku 'bên phải', mta 'đất', im 'biển'.
/f/ là âm xát môi-răng, không phải âm đôi môi, còn /s/ vòm hoá thành [ɕ] trước nguyên âm trước /i ɛ/: pssi [pɕɕi] 'lạnh'. Một số người nói chèn [t] giữa /n/ và /s/, như trong ansi [ɑnɕi ~ ɑntɕi] 'do đó'.
/ʋ/ cũng là âm môi-răng và có xu hướng trở thành âm xát [v] khi nhấn mạnh hay được gấp đôi, như ở /kuʋʋɑ/ [kuvvɑ] 'bắp chân'. Nó có thể là phụ âm âm tiết hoá, như mọi âm vang trong phương ngữ Ōgami: vv [v̩ː] 'bán'. Có sự phân biệt giữa /ʋ/ cuối từ với nguyên âm sau cao: /paʋ/ '(con) rắn', /pau/ 'gậy', /paɯ/ 'ruồi' trở thành [pɑvvu, pɑuju, pɑɯu] khi ở dạng đối cách với tiểu từ -u.
Có nhiều loạt phụ âm có thể đi liền nhau (mna 'vỏ', sta 'dưới', fta 'nắp'). Một vài cụm trong số này có thể khá khác thường:
/mmtɑ/ (một loại trái cây)
/nnɑmɑ/ 'bây giờ'
/ʋʋɑ/ 'bạn (đại từ)'
/fɑɑ/ 'đứa bé'
/ffɑ/ 'cỏ'
/fffɑ/ 'lược.chủ đề' (< ff 'lược (danh từ)')
/suu/ 'rau'
/ssu/ 'trắng'
/sssu/ 'bụi.đối cách' (< ss 'bụi')
/mmɑ/ 'mẹ'
/mmmɑ/ 'khoai.chủ đề' (< mm 'khoai')
/pssma/ 'ngày'
Âm vị duy nhất có âm tắc gấp đôi là tta, tiểu từ trích dẫn.
Có một số từ không có nguyên âm:
ss 'bụi, tổ/ổ, chà'
kss 'vú/sữa, móc câu, đến'
pss 'ngày, âm hộ'
ff 'lược (danh từ), cắn, mưa (động từ), đóng'
kff 'làm, tạo nên'
fks 'xây'
ksks 'tháng, nghe, đến'
sks 'cắt'
psks 'kéo (động từ)'